# Glochidion billardierei
Glochidion billardierei är en emblikaväxtart som beskrevs av Henri Ernest Baillon. Glochidion billardierei ingår i släktet Glochidion och familjen emblikaväxter. Inga underarter finns listade i Catalogue of Life.